# Apoula Edel
Apoula Edima Bete Édel (* 17. Juni 1986 in Yaoundé) ist ein ehemaliger kamerunisch-armenischer Fußballtorwart.

## Karriere

### Verein
Apoula Edels Jugendverein ist der PWD Kumba aus Kamerun. Ab 2002 spielte er dann für den armenischen Klub FC Pjunik Jerewan. Mit diesem gewann er bis zu seinem Wechsel 2005 sieben nationale Titel. Nach drei Jahren in dem osteuropäischen Land zog es den Torhüter 2005 zu Rapid Bukarest. Nachdem er es dort nicht schaffte sich durchzusetzen, lieh ihn der Rapid-Vorstand für eine Saison an den KAA Gent aus. Seit 2007 stand der Kameruner bei Paris Saint-Germain unter Vertrag, wo er in den ersten beiden Jahren nur für das Reserve-Team aktiv war. Sein Debüt in der Ligue 1 gab Edel am 28. November 2009 gegen den AJ Auxerre, nachdem er die damalige Nummer eins Grégory Coupet ab der 85. Minute vertreten musste. Nach guten Leistungen machte ihn Trainer Antoine Kombouaré zum Stammtorhüter. Während des Coupe de France 2009/10 erreichte Edel mit Paris das Finale des nationalen Pokals, wo man auf den AS Monaco traf. Nachdem die reguläre Spielzeit keinen Sieger gebracht hatte, entschied PSG-Angreifer Guillaume Hoarau in der Verlängerung die Partie für sein Team. Auch im Folgejahr setzte sich der Torhüter gegenüber seinen Konkurrenten durch und ging als Stammspieler in die Saison 2010/11. In der folgenden Spielzeit wechselte er dann zu Hapoel Tel Aviv nach Israel und blieb dort drei Jahre, ehe er nach Indien wechselte. Atlético de Kolkata, Chennaiyin FC und der FC Pune City waren bis zu seinem Karriereende 2016 seine weiteren Vereine und er wurde dort zweimal Meister der Indian Super League.

### Nationalmannschaft
Nachdem er die armenische Staatsbürgerschaft annahm, spielte Edel in den Jahren 2004 und 2005 sechsmal für dessen A-Nationalmannschaft. Sein Debüt gab der damals 17-Jährige Torhüter am 19. Februar 2004 im Testspiel gegen Kasachstan (3:3), als er in der 87. Minute für Armen Ambartsumyan eingewechselt wurde. Vor und auch während dieser Zeit absolvierte er noch neun Partien für diversen Jugendmannschaften Armeniens.

## Erfolge
- Armenischer Meister: 2002, 2003, 2004, 2005
- Armenischer Pokalsieger: 2002, 2004
- Armenischer Superpokalsieger: 2003
- Rumänischer Pokalsieger: 2007
- Französischer Pokalsieger: 2010
- Israelischer Pokalsieger: 2012
- Indischer Meister: 2014, 2015

## Falscher Name und Alter?
Der FC Sevilla legte Protest gegen die Wertung ihres am ersten Spieltag der Saison 2010/11 mit 0:1 verlorenen Europa-League-Spiels wegen Dokumentenfälschung ein, weil Apoula Edel in Wirklichkeit Ambroise Beyamena heißen und 29 anstatt 24 Jahre alt sein soll. Edel war dazu von der Polizei verhört worden. Die UEFA hat Sevillas Protest allerdings nicht stattgegeben und wies Mitte Oktober auch den Widerspruch dagegen zurück.

## Sonstiges
Apoula Edel ist seit 2009 mit dem kamerunischen Nationalspielerin Marlyse Bernadett Ngo Ndoumbouk (* 1985) liiert.